# Oštarski Stanovi
Oštarski Stanovi – wieś w Chorwacji, w żupanii karlowackiej, w gminie Rakovica. W 2011 roku liczyła 149 mieszkańców.